# Beatrice Antolini
Beatrice Antolini (Macerata, 27 luglio 1982) è una polistrumentista, cantautrice e produttrice discografica italiana.

## Biografia
Si appassiona presto a tutti i generi musicali e allo studio di diversi strumenti iniziando ad autoprodursi ed arrangiare i propri brani e mostrando sin da subito il suo poliedrico talento.
Vive a Bologna dal 2001, dove studia, si laurea e contemporaneamente si diploma in teatro continuando anche gli studi musicali classici, pubblica il suo primo album “Big Saloon” arrangiato prodotto e registrato da lei stessa nel 2006 che riscuote un grande successo sia da parte della critica che per i live che Beatrice inizia a proporre in tutto il territorio italiano con l'agenzia DNA concerti che sarà suo partner per 10 anni. Ottiene un contratto con l'etichetta indipendente Madcap Collective di Paolo Moretti (Little Brown), Federico Zanatta (Nurse, Father Murphy) e Andrea Rottin (Oswald, Andrea Rottin, Oswaldovi, Atlantic Cable) nel 2006.
Big Saloon, esce nel novembre 2006 (Madcap/Silly Boy Ent, con distribuzione Audioglobe). Lo stile di Antolini miscela diversi generi: su tutti pop classico, elettronica, funk e rock progressivo. In tutte le canzoni utilizza voce, piano e synth.
Nel 2007 suona le tastiere nel pezzo Electric Princess tratto da The midnight room dei Jennifer Gentle di Marco Fasolo. Nello stesso anno collabora con i Baustelle, suonando in Amen (sua è No Stainway) e nel 2008 con Bugo. Il 7 febbraio 2008 il suo album d'esordio viene ristampato e rimasterizzato da Davide Cristiani e dalla stessa Antolini e pubblicato con una nuova copertina da Madcap Collective e Silly Boy Entertainment.
Il 17 ottobre 2008 viene pubblicato il suo secondo album, A due (Urtovox Records), disco che ottiene molte recensioni entusiastiche, ed è sempre arrangiato suonato e prodotto da Beatrice stessa e diventa il suo marchio di fabbrica, viene presentato e distribuito in Inghilterra e ottiene la copertina della rivista Il mucchio selvaggio di agosto. Beatrice Antolini sceglie di promuovere A due attraverso il progetto liveCASTour ideato da Michele Faggi e il webzine indie-eye, che diffonde in rete un concerto a porte chiuse, distribuito in 8 clip video destinate ad 8 portali generalisti (Myspace Italia, Kataweb Musica, Rockit, Blogosfere, MusicZOne, Qoob TV, Mtv.it, Indie-eye.it) In questo disco, lo stile si fa più aggressivo e si avvicina alla musica psichedelica e sperimentale.
Nel 2009 realizza per conto di RollingStone Magazine Italia, una speciale intervista a PJ Harvey e John Parish in occasione della pubblicazione del loro disco "A Woman a Man Walked By". Sempre nello stesso anno partecipa al progetto Il paese è reale, ideato da Manuel Agnelli con gli Afterhours, inserendo il brano Venetian Hautboy nella compilation Afterhours presentano: Il paese è reale (19 artisti per un paese migliore?) ed è ospite di importanti rassegne come il Moog Fest Europe, il concerto del Primo Maggio di Roma e l'uno maggio Taranto, Italia Wave a Livorno, Musicultura a Macerata, il Festival delle Passioni di Mantova,e Pianohour, organizzato da Musicus Concentus alla Sala Vanni di Firenze. Sempre nel 2009 collabora con il gruppo romano Velvet in due brani: Connection, inserito nella versione vinile dell'album Nella lista delle cattive abitudini e Confusion is best, inserito nell'EP digitale omonimo.
Nel settembre 2009 partecipa, accompagnata da Andrea "Andy" Fumagalli al Moog Fest presso l'Auditorium di Roma.
Vince il PIMI 2009 (premio promosso dal MEI di Faenza) come "migliore artista solista", che le viene conferito il 27 novembre a Faenza. Riceve l'invito da Sonicvisions a partecipare a un importante festival al RockHal lussemburghese.
Nel 2010 partecipa in qualità di turnista/polistrumentista al tour degli A Toys Orchestra, e il 5 novembre 2010 pubblica BioY, il suo terzo album, prodotto e suonato dalla stessa Antolini.
L'album, che in due brani comprende anche la partecipazione al sax di Andrea Fumagalli dei Bluvertigo, viene accolto ancora una volta con i favori del pubblico e della critica e anticipa il tour che vede la cantautrice girare l'Italia.
Nel 2011 a Cagliari, viene notata dalla musicista e poetessa Lydia Lunch, una delle voci storiche della scena no wave di fine anni '70 e inizio anni '80, che la inviterà a suonare in alcuni concerti. Quest'esperienza culminerà poi con la formazione di un trio di nome Sister Assassin, con l'aggiunta della sassofonista statunitense Jessie Evans.
Nel 2012 è chitarrista per il compositore australiano Ben Frost in Music for Six Guitars, presentato all'interno della rassegna di musica contemporanea MITO organizzata nella Stazione Centrale di Milano.
Nei primi mesi del 2013 registra il suo quarto album. Il 5 aprile 2013 viene diffuso il singolo Pinebrain. Il disco, intitolato Vivid, viene pubblicato dalla neonata etichetta Qui Base Luna il 14 maggio 2013.
Nel corso del 2017 è turnista alle tastiere e synth nel tour del disco Terza Stagione del rapper Emis Killa, oltre che nel tour della cantante bolognese Angela Baraldi. Lavora inoltre come produttrice artistica e arrangiatrice per cantautori e remix tra cui Mara Redeghieri e spettacoli e continua la sua produzione con il disco "L'AB", anche stavolta suonato arrangiato e prodotto dalla stessa Antolini come tutta la sua produzione. Alla fine dello stesso anno pubblica il singolo Second Life che, seguito a gennaio 2018 dal secondo singolo Forget To Be, sarà poi incluso nel nuovo album L'AB, in uscita il 16 febbraio 2018 per La Tempesta Dischi.
Il 18 marzo 2018 Vasco Rossi annuncia che Beatrice Antolini farà parte della sua band come polistrumentista alle percussioni, tastiere, chitarra e cori nel VascoNonStop Live 2018. Partecipa al Dopofestival 2019 di Sanremo con Rocco Papaleo in qualità di pianista/synth nella resident band. Viene riconfermata anche per il VascoNonStop Live 2019 da cui sarà tratto anche un Docufilm in DVD. Partecipa a Festival di Sanremo 2020 in qualità di direttore d’orchestra per la canzone di Achille Lauro Me ne frego che si posizionerà ottava in classifica.
Nell'ottobre 2024 pubblica il suo sesto album in studio, il primo con testi in italiano, intitolato Iperborea.

## Discografia

### Album in studio
- 2006 - Big Saloon
- 2008 - A due
- 2010 - BioY
- 2013 - Vivid
- 2014 - Beatitude
- 2018 - L'AB
- 2024 - Iperborea

### Compilation
- 2009 - Afterhours presentano: Il paese è reale (19 artisti per un paese migliore?) con il pezzo Venetian Hautboy
- 2010 - La leva cantautorale degli anni zero (Ala Bianca) con il pezzo Paranormal